# Miklós Breznotics
Miklós Breznotics (Breznotich) – węgierski zapaśnik walczący w stylu klasycznym.
Brązowy medalista mistrzostw świata w 1920. Złoty medalista mistrzostw Europy w 1914 i srebrny w 1913; czwarty w 1912 roku. Mistrz kraju w 1914 roku.